# رافنس‌وی
رافنس‌وی (به هلندی: Ravenswaaij) یک منطقهٔ مسکونی در هلند است که در بورن واقع شده‌است. رافنس‌وی ۱۹۰ نفر جمعیت دارد.